# HS Timber Group

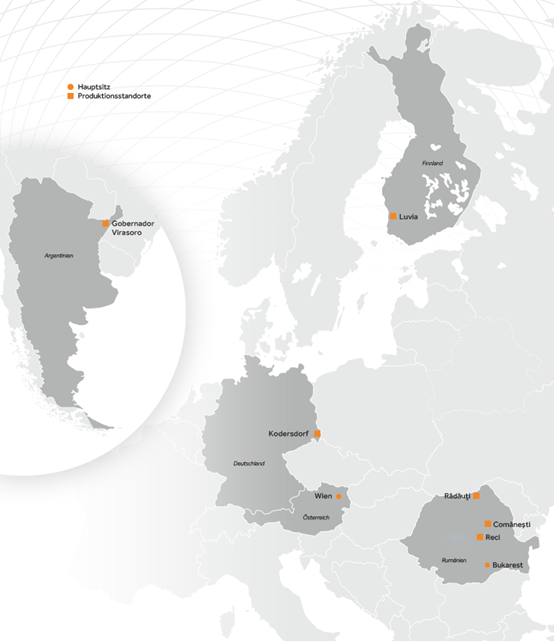
Produktionsstandorte

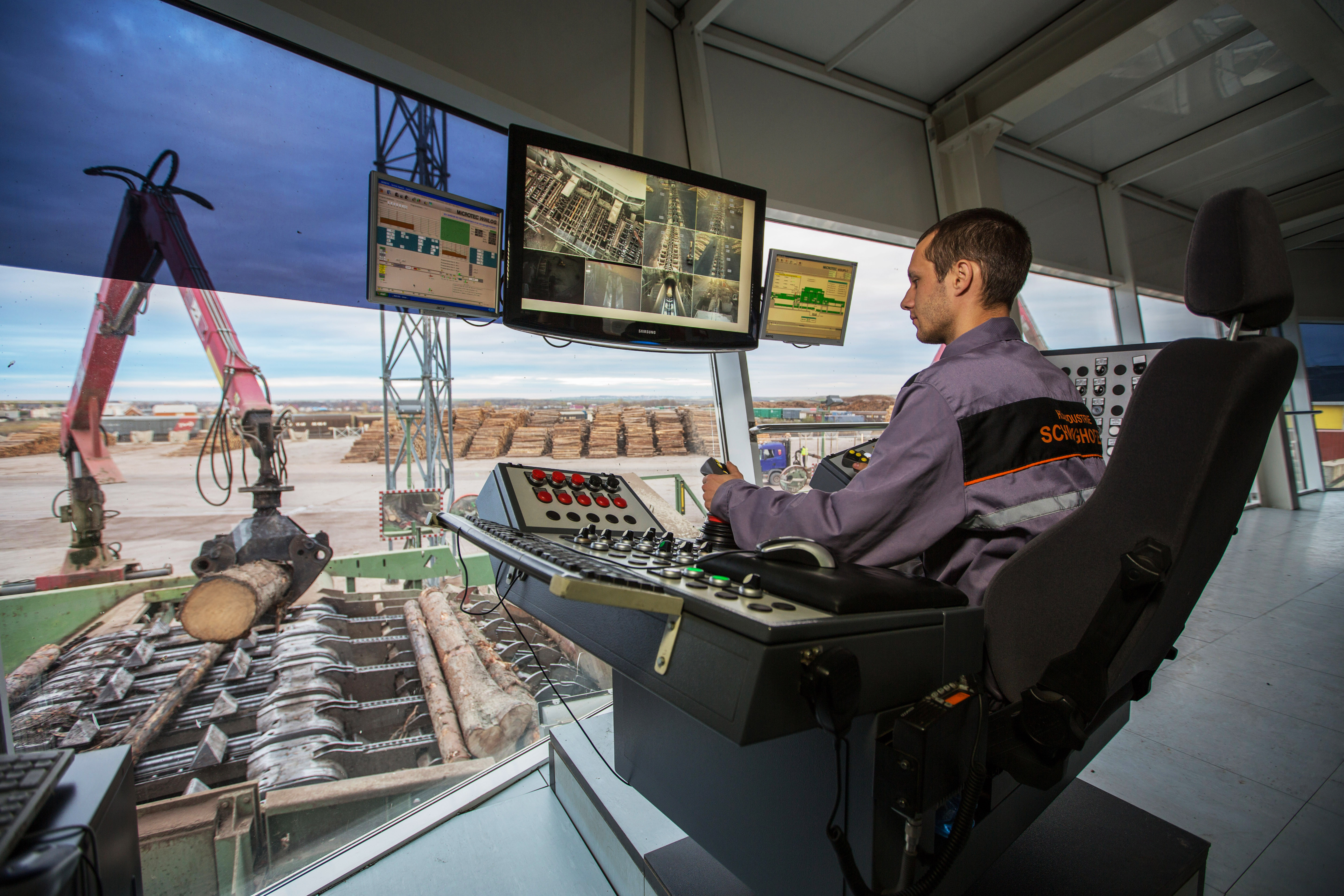
Sägewerk in Rădăuți, Rumänien

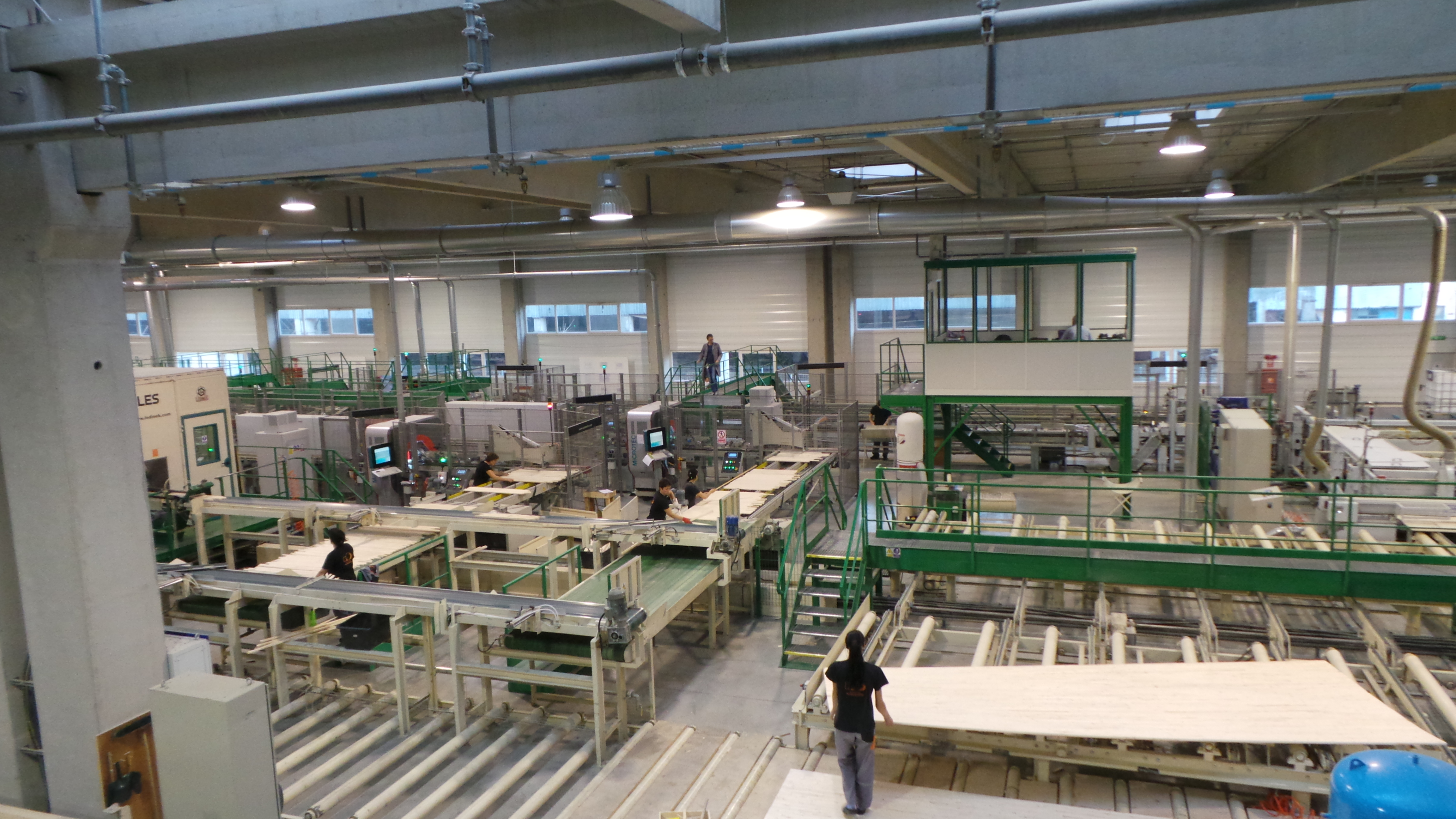
Tischlerplattenwerk in Comănești, Rumänien

Die HS Timber Group GmbH firmierte bis 2019 als Holzindustrie Schweighofer Gruppe.
Holzindustrie Schweighofer hat seine Wurzeln in einem österreichischen Familienunternehmen mit mehr als 400 Jahren Tradition im Holzgeschäft. Heute ist die Gruppe vor allem in der Holzindustrie tätig, aber auch im Schnittholzhandel und in der Bioenergiegewinnung. Die HS Timber Group ist Teil der Evergreen Privatstiftung, zu der auch Unternehmen im Bereich Forstwirtschaft und Immobilienentwicklung gehören.
Seit 2002 ist die HS Timber Group GmbH in Rumänien aktiv, wo die Firma ein Sägewerk, eine Post- und Beamsproduktion und ein Tischlerplattenwerk besitzt. Die Unternehmensgruppe, die mittlerweile neben Rumänien unter anderem auch in Deutschland, Finnland und Argentinien mit Produktionsstandorten vertreten ist, beschäftigt über 2.700 Mitarbeiter. 

## Geschichte

### 17. bis 20. Jahrhundert
Die Holzverarbeitung hat in der Familie Schweighofer, die aus dem Waldviertel stammt, eine lange Tradition. Die erste urkundliche Erwähnung des Stammwerkes Furtmühle in der Nähe der Ortschaft Brand stammt aus dem 17. Jahrhundert.
Die verwandtschaftlichen Beziehungen der Familie Schweighofer zu den Besitzern der Furtmühle reichen bis in das Jahr 1707 zurück. Im Jahr 1724 geht die Mühle in den Besitz der Familie Schießwald über. 1888 übernimmt Johann Schweighofer mit seiner Braut und Mühlenerbin Maria Schießwald den Betrieb.

### Mitte des 20. Jahrhunderts: Vom Gewerbe- zum Industriebetrieb
Im Jahr 1956 übernehmen Franz und Maria Schweighofer das Sägewerk in Brand mit drei Mitarbeitern und wandeln es vom Gewerbe-in einen Industriebetrieb um. Zu dieser Zeit beträgt der Jahreseinschnitt im Stammwerk in Brand 1.000 Festmeter. 1975 tritt der Sohn Gerald Schweighofer in das Unternehmen ein. Im Jahr darauf nimmt er die weltweit erste Profilzerspanerlinie für Schwachholz in Betrieb. (Auf einer Profilzerspaner-Linie wird der Baum beidseitig beschnitten und dieser Beschnitt gleichzeitig in Hackschnitzel zerspant. Unter Schwachholz versteht man Stämme mit einem Durchmesser von max. 7 – 24,5 cm.) Mit der Eröffnung des Standortes in Ybbs an der Donau entsteht 1984 das zu dieser Zeit größte Sägewerk Europas. 1991 erfolgt mit der Übernahme und dem Ausbau des Sägewerks in Sollenau ein weiterer Expansionsschritt. 1996 übernimmt Holzindustrie Schweighofer in Ždírec das größte und modernste Sägewerk in der Tschechischen Republik.
Als eines der ersten europäischen Unternehmen beginnt Holzindustrie Schweighofer im Jahr 1992 mit dem Export von Holzprodukten nach Japan. 1993 starten die Exporte in die USA mit einer US-Schnittholz-Zertifizierung.
Nach den Übernahmen der Werke in Bad St. Leonhard (Österreich) und in Plana (Tschechische Republik) erreicht Holzindustrie Schweighofer 1997 mit sechs Sägewerken eine jährliche Einschnittkapazität von mehr als 3 Millionen Festmeter. Im selben Jahr wird auch die Schweighofer Privatstiftung gegründet und in Sollenau in Kooperation mit dem japanischen Unternehmen Meiken das Leimbinderwerk Lamco errichtet.
Im Oktober 1998 kommt es zur Fusion mit Stora und Enso Timber, wodurch das weltweit drittgrößte Sägewerksunternehmen entsteht.

### Seit 2001
Am Markt trat das Unternehmen mit der Marke und unter dem Namen Holzindustrie Schweighofer auf. Die Holding Schweighofer Privatstiftung Beteiligungsverwaltung GmbH (SPB) wurde in dieser Form im Jahr 2000 gegründet und stand zu 100 % im Besitz der Schweighofer Privatstiftung.
Die Schweighofer Privatstiftung verkauft 2001 ihre Anteile an den Mehrheitseigentümer Stora Enso Timber und somit auch alle Sägewerke in Österreich und in der Tschechischen Republik.
2002 begann Schweighofer den Wiedereinstieg ins Holzgeschäft mit dem Neustart in Rumänien. Im Jahr 2003 nahm das erste Schweighofer Sägewerk in Sebeș in Rumänien seinen Betrieb auf.
2008 folgte die Inbetriebnahme des zweiten Sägewerks in Rădăuți und 2009 die Übernahme einer Produktionsanlage der IKEA-Tochterfirma Swedwood in Siret. Nach der Modernisierung und Erweiterung des Werks wurden dort Massivholzplatten erzeugt.
2010 übernahm Schweighofer die Tischler- und Betonschalungsplatten-Produktion von Finnforest Baco in Comănești, die seitdem unter HS Baco Panels firmiert.
Im September 2011 erwarb Schweighofer die M-real Hallein GmbH in Österreich und benannte sie in Schweighofer Fiber GmbH um. In einer Presseaussendung kündigt das Unternehmen an, bis 2013 insgesamt 60 Millionen Euro in den Ausbau bestehender Anlagen und die Erweiterung der Geschäftsfelder zu investieren und den Fokus am Standort auf die Herstellung von hochwertigem Viskosezellstoff und Bioenergie zu legen. Seit 1. Jänner 2013 produzierte Schweighofer Fiber in Hallein hochreinen Viskosezellstoff. Im September 2017 veräußerte die Schweighofer Gruppe den Standort Hallein an TowerBrook Capital Partners, welche das Zellstoffwerk vollumfänglich weiterführen wollten. Begründet wurde das mit der Konzentration auf das Kerngeschäft.
2019 gibt sich das Unternehmen mit HS Timber Group einen neuen Namen.
Eigentümer bleibt die Evergreen Privatstiftung (vormals Schweighofer Privatstiftung).
2013 begann der Bau des fünften Werkes in Rumänien am Standort Reci. Das Werk wurde 2015 in Betrieb genommen. Im selben Jahr hat die Schweighofer-Gruppe das Sägewerk Kodersdorf in Sachsen (Deutschland) von der Klausner-Gruppe übernommen.
2019 erfolgte die Umbenennung in HS Timber Group, wobei die Eigentümerschaft, Unabhängigkeit und Organisationsstruktur unverändert blieb. Eigentümer ist bis heute die Evergreen Privatstiftung (vormals Schweighofer Privatstiftung).
2020 erwarb die HS Timber Group die Interfloat Gruppe, die ein führender Zulieferer der europäischen Solarindustrie ist. Bis 2022 hielt die Gruppe 86 % der Anteile, die 2022 an Borosil Renewables Ltd. verkauft wurden. Im Dezember 2020 erfolgte durch eine Tochterfirma der HS Timber Group, HS Belacon, der Spatenstich für den Bau eines Sägewerks in Svisloch, Belarus.
2021 gab die HS Timber Group bekannt, dass sie gemeinsam mit dem belgischen Joint-Venture Partner Forestcape einen Sägewerksneubau in Gobernador Virasoro, in der argentinischen Provinz Corrientes plant. Das Sägewerkprojekt ist auf die Verarbeitung von Kiefernschwachholz (Pinus taeda und Pinus elliottii) ausgelegt, welches ausschließlich in der Region von nachhaltig bewirtschafteten Flächen bezogen wird. Baubeginn war im Dezember 2021, das Werk ging im April 2024 in Betrieb.
Im April 2022 hat HS Timber Group 100 % der Anteile am finnischen Sägewerk Luvian Saha Oy erworben, dessen Produkte am Markt unter der Marke „Luvia Wood“ bekannt sind. Das Unternehmen liegt in Luvia, im Westen Finnlands. 
Im August 2023 gab das Unternehmen bekannt, dass es das Sägewerk Sebeş, das erste Sägewerk des Unternehmens in Rumänien, an die Ziegler-Gruppe verkauft.

## Produktionsstandorte

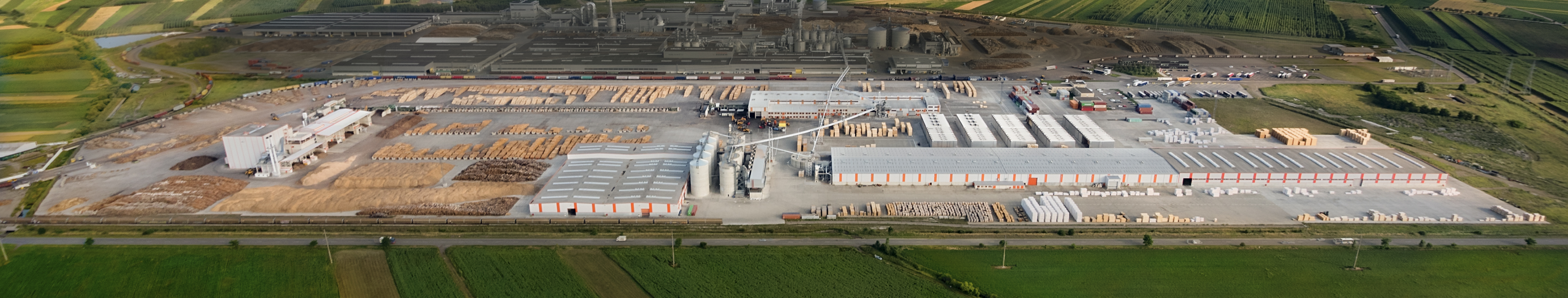
Luftaufnahme des Sägewerks in Rădăuți, Rumänien

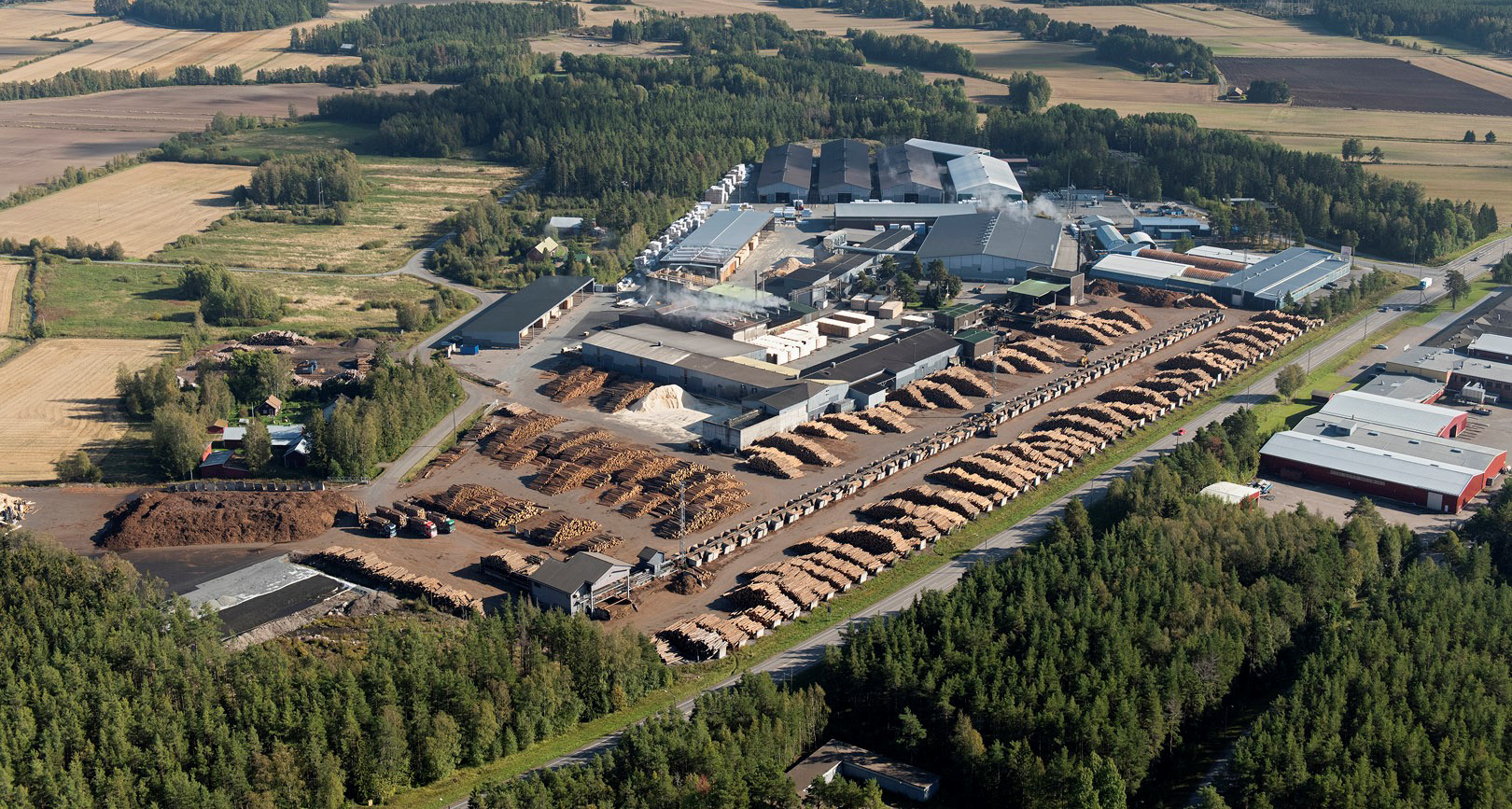
Luftaufnahme des Sägewerks in Luvia, Finnland

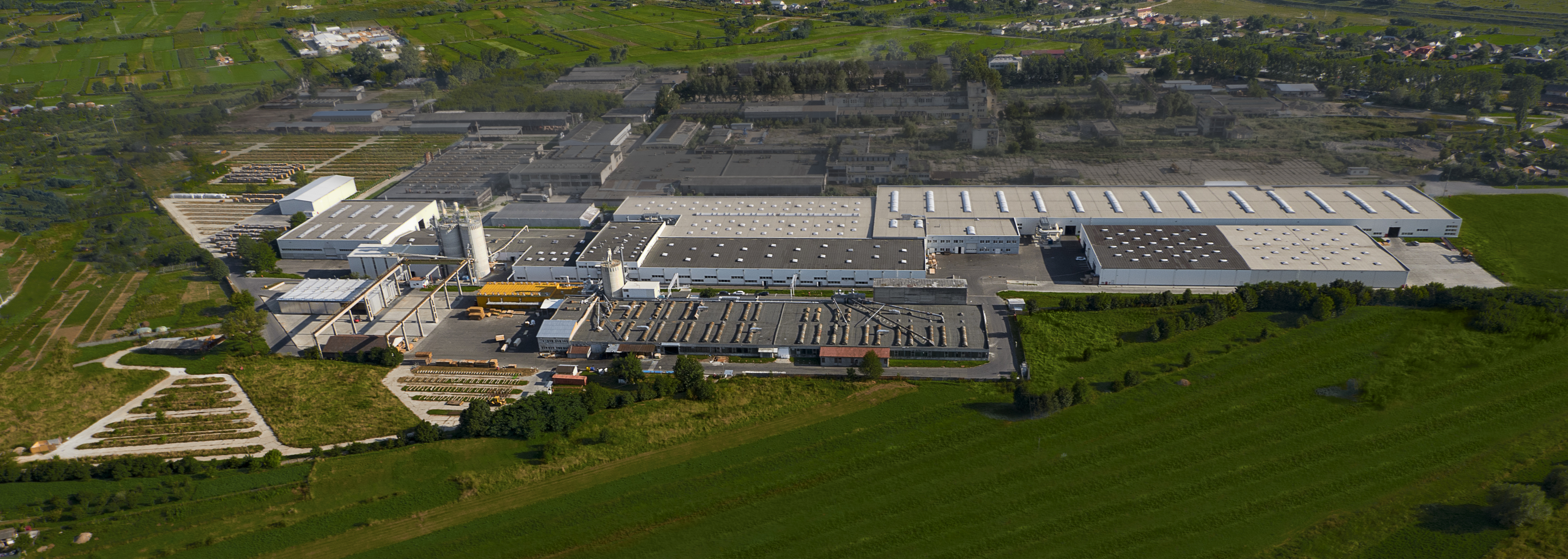
Luftaufnahme des Stabplattenwerks in Comănești, Rumänien

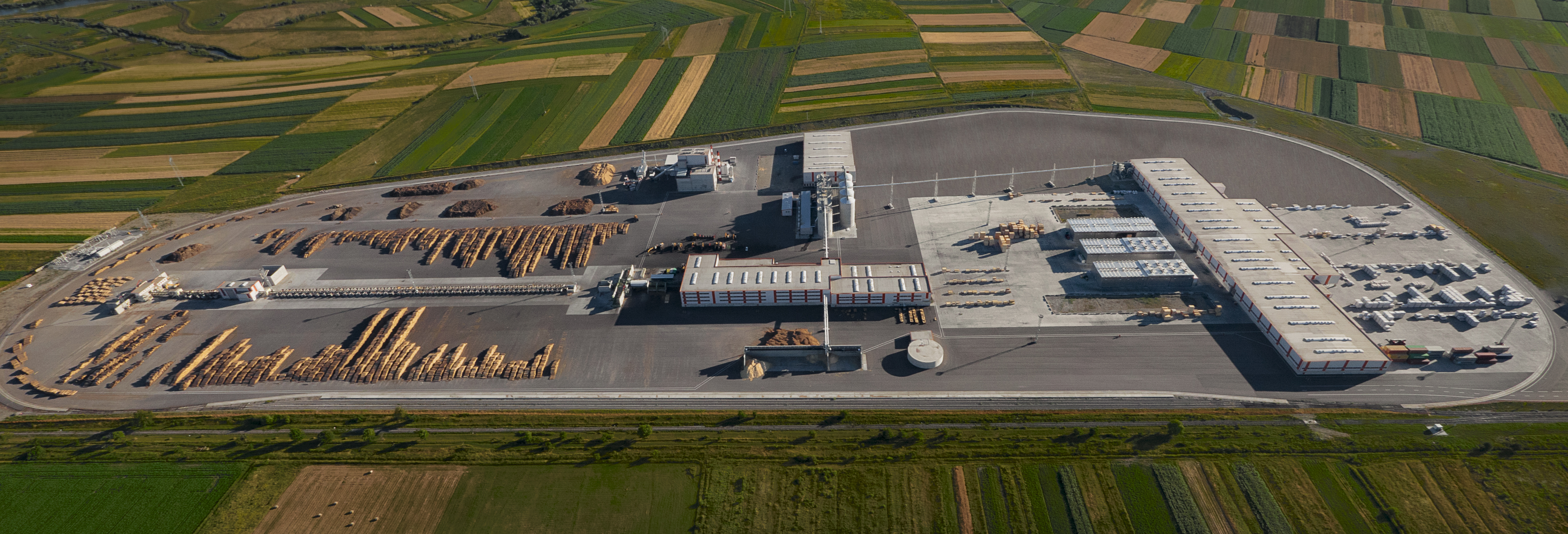
Luftaufnahme des Sägewerks in Reci, Rumänien

Die HS Timber Group hat Produktionsstandorte in Rumänien, Deutschland, Finnland und Argentinien. In Belarus befindet sich ein Sägewerk im Bau.  In Rumänien umfasst die Gruppe ein Sägewerk in Reci, eine Post- und Beamsproduktion in Rădăuți und ein Tischlerplattenwerk in Comănești. Seit 2015 betreibt die Gruppe das Sägewerk in Kodersdorf in Deutschland, seit 2022 ein Sägewerk in Luvia, Finnland und seit 2024 ein Sägewerk in Virasoro, Argentinien.

### Sägewerk Rădăuți

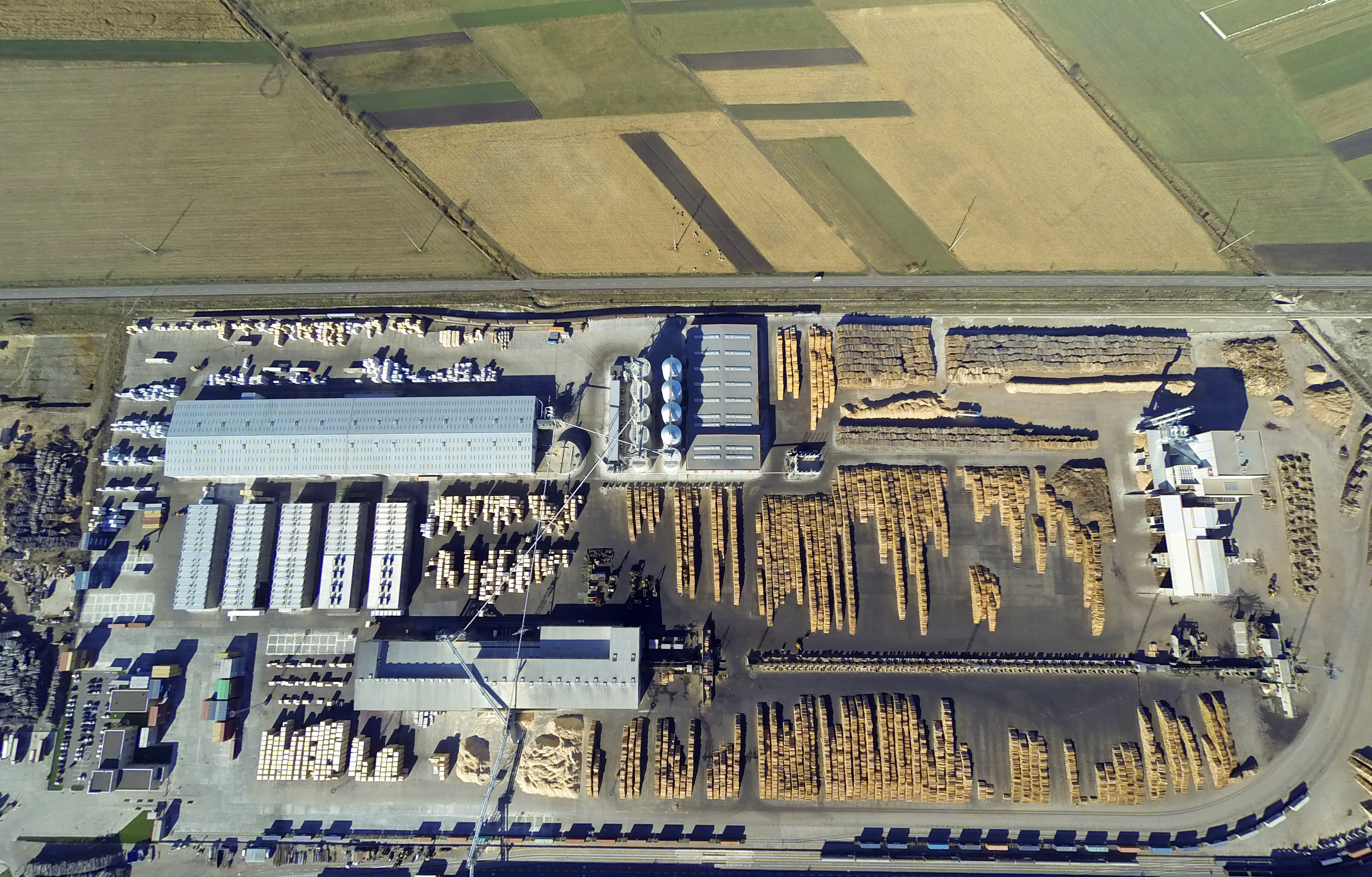
Luftaufnahme des Sägewerks in Rădăuți, Rumänien

2008 wurde in Radauti ein zweites Sägewerk in Rumänien in Betrieb genommen. Das Sägewerk wurde 2022 eingestellt, die Post- und Beamsproduktion ist weiterhin in Betrieb. Beschäftigt werden 255 Mitarbeiter.

### Sägewerk Reci
Auf einer Baufläche von 70 ha hat das Unternehmen in Reci (Rumänien) sein drittes Sägewerk errichtet und im August 2015 in Betrieb genommen. Nach eigenen Angaben hat Holzindustrie Schweighofer dafür rund 150 Millionen Euro investiert.
Das Werk beschäftigt 530 Mitarbeiter und hat eine Einschnittskapazität von 1,2 Millionen fm Rundholz.

### Sägewerk Kodersdorf
Die Schweighofer-Gruppe hat das Sägewerk Kodersdorf in Sachsen (Deutschland) von der Klausner-Gruppe 2015 übernommen. Das Werk firmierte danach unter Holzindustrie Schweighofer GmbH und seit 2019 unter HS Timber Productions GmbH. Die operative Leitung wurde im Oktober 2015 übertragen. Die gesamte Belegschaft wurde von Holzindustrie Schweighofer übernommen. Das Werk hat eine Einschnittskapazität von 1,2 Mio. fm Rundholz.

### Tischlerplattenwerk Comănești

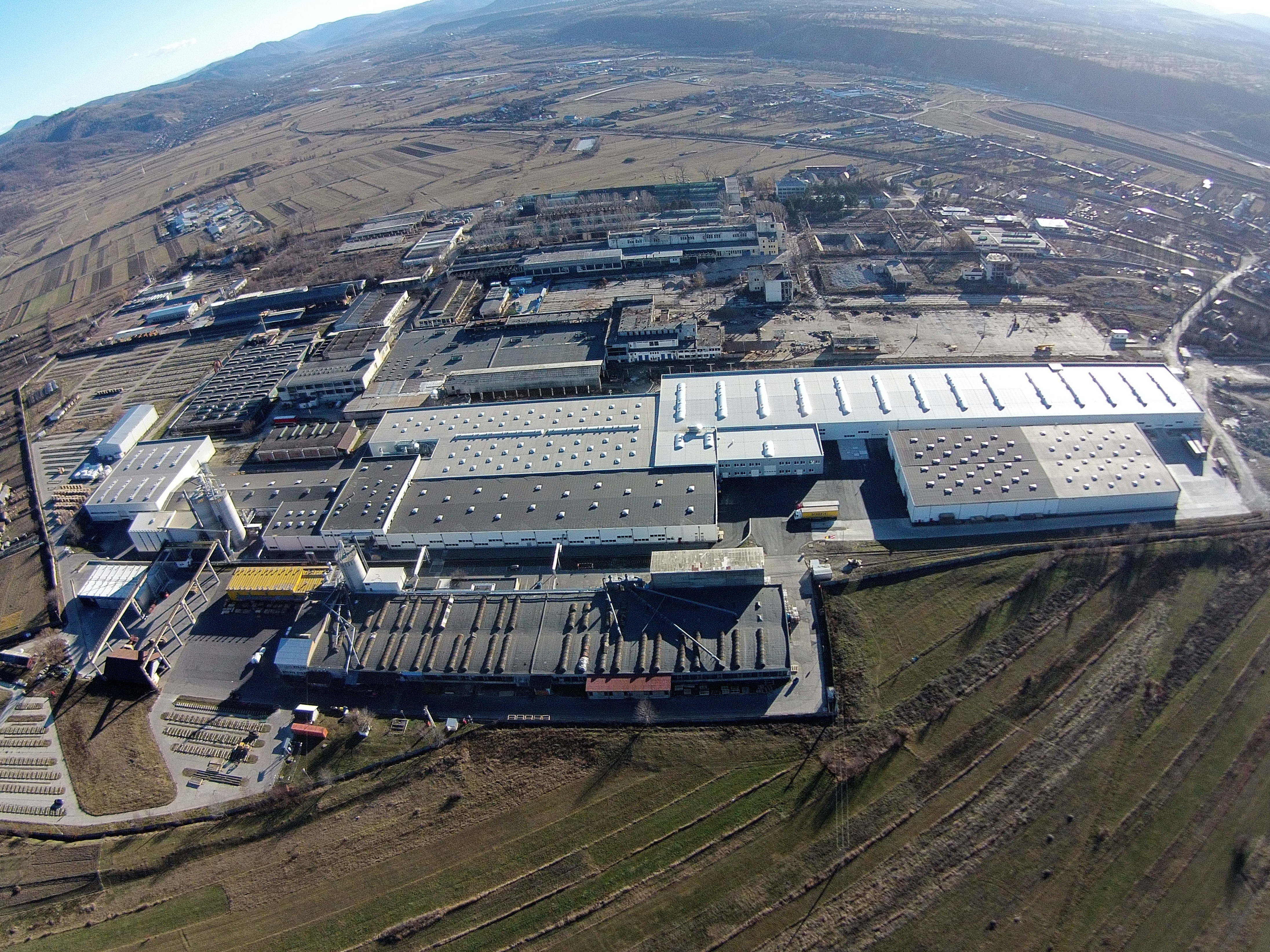
Das Tischlerplattenwerk in Comănești, Rumänien

Das 2010 von Finnforest übernommene Tischlerplattenwerk in Comănești ist mit 17ha und 730 Mitarbeitern das weltweit größte Tischlerplattenwerk an einem Standort. Es weist eine jährliche Produktionskapazität für Tischlerplatten & Schalungsplatten von 170.000 m³ auf.

### Sägewerk Luvia
Im April 2022 hat die HS Timber Group das finnische Sägewerk Luvian Saha Oy übernommen. Der Betrieb im Westen Finnlands besteht seit 1976, beschäftigt ca. 130 Mitarbeiter und hat eine Betriebsgröße von 20 ha. Im Werk wird Nadelsägerundholz eingeschnitten und weiterverarbeitet, davon 70 % Fichte und 30 % Kiefer.

### Sägewerk Acon Timber
Im April 2024 ging das neue Sägewerk in Virasoro (Provinz Corrientes), Argentinien in Betrieb. Acon Timber ist ein Joint-Venture der HS Timber Group und der belgischen Forestcape-Gruppe. Das neue Sägewerk ist auf die Verarbeitung von Kiefernholz (Pinus taeda und Pinus elliottii) ausgelegt. In der aktuellen Ausbaustufe hat das Werk eine jährliche Produktionskapazität von 370.000 m³ trockenem Schnittholz. Acon Timber schafft damit 315 Arbeitsplätze.

### Sägewerk Svisloch
Die HS Timber Group errichtet durch ihre Tochterfirma HS Belacon OOO ein modernes Sägewerk in Svisloch (Region Grodno). Der Standort wird eine voraussichtliche Einschnittskapazität von 390.000 m³ haben und damit rund 250 Arbeitsplätze schaffen.

### Ehemalige Produktionsstandorte
Im Jänner 2022 hat die HS Timber Group die teilweise Schließung zweier Werke in Rumänien bekannt gegeben. Per 30. März 2022 wurde der Betrieb des Sägewerks in Radauti und des Leimholzplattenwerks in Siret eingestellt.

#### Leimholzplattenwerk Siret (stillgelegt)

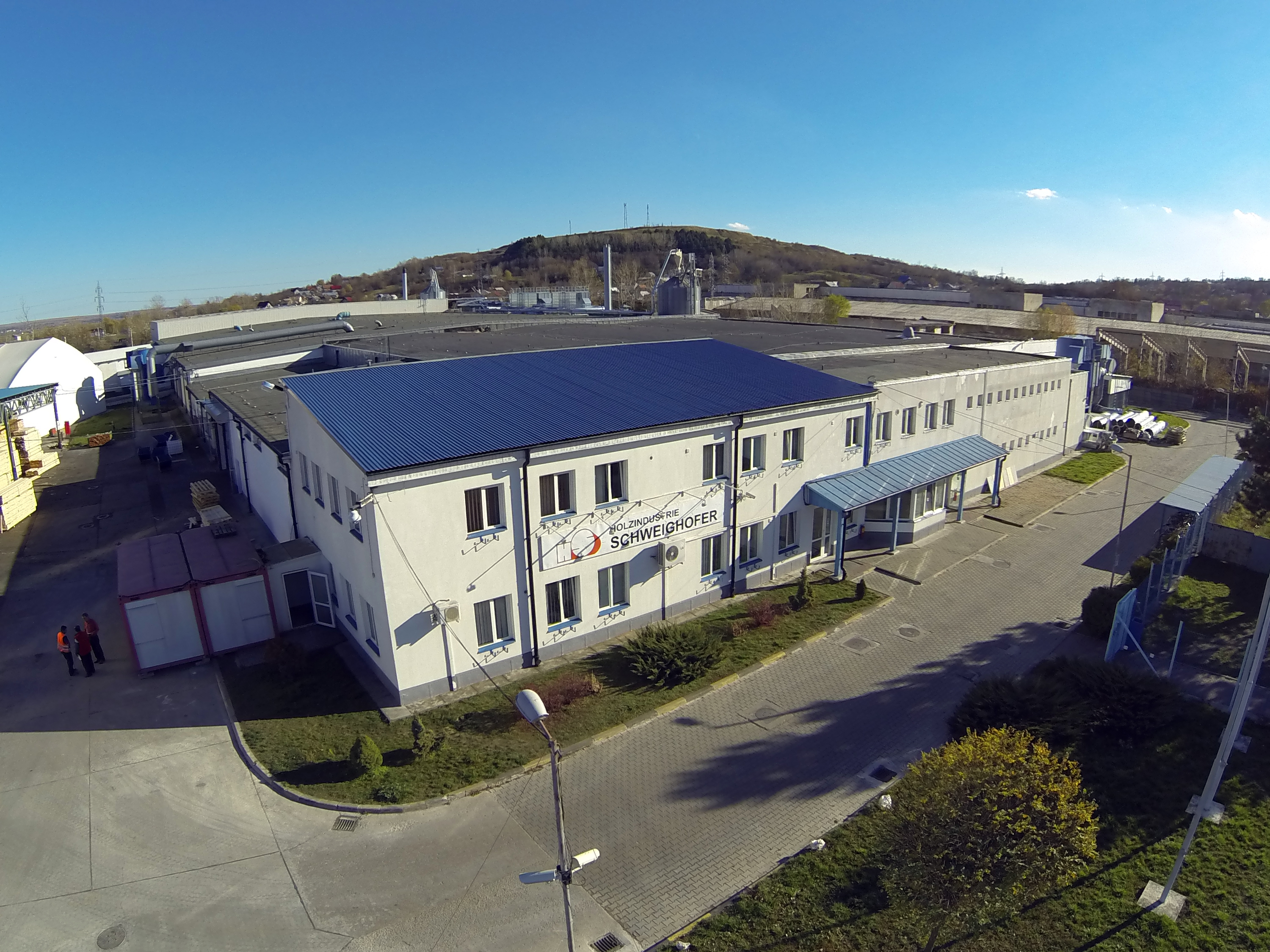
Das Leimholzplattenwerk in Siret, Rumänien, wurde 2022 stillgelegt

Das Leimholzplattenwerk in Siret wurde 2009 von der Ikea-Tochter Swedwood übernommen. Der Betrieb hatte eine Größe von 5ha, beschäftigte etwa 270 Mitarbeiter und verarbeitete die Holzarten Fichte, Tanne und Kiefer und verfügte über eine Produktionskapazität für Leimholzplatten und keilgezinkte Produkte von 150.000 m³ Schnittholzeinsatz.
Der Betrieb wurde per 30. März 2022 eingestellt.

#### Sägewerk Sebeș

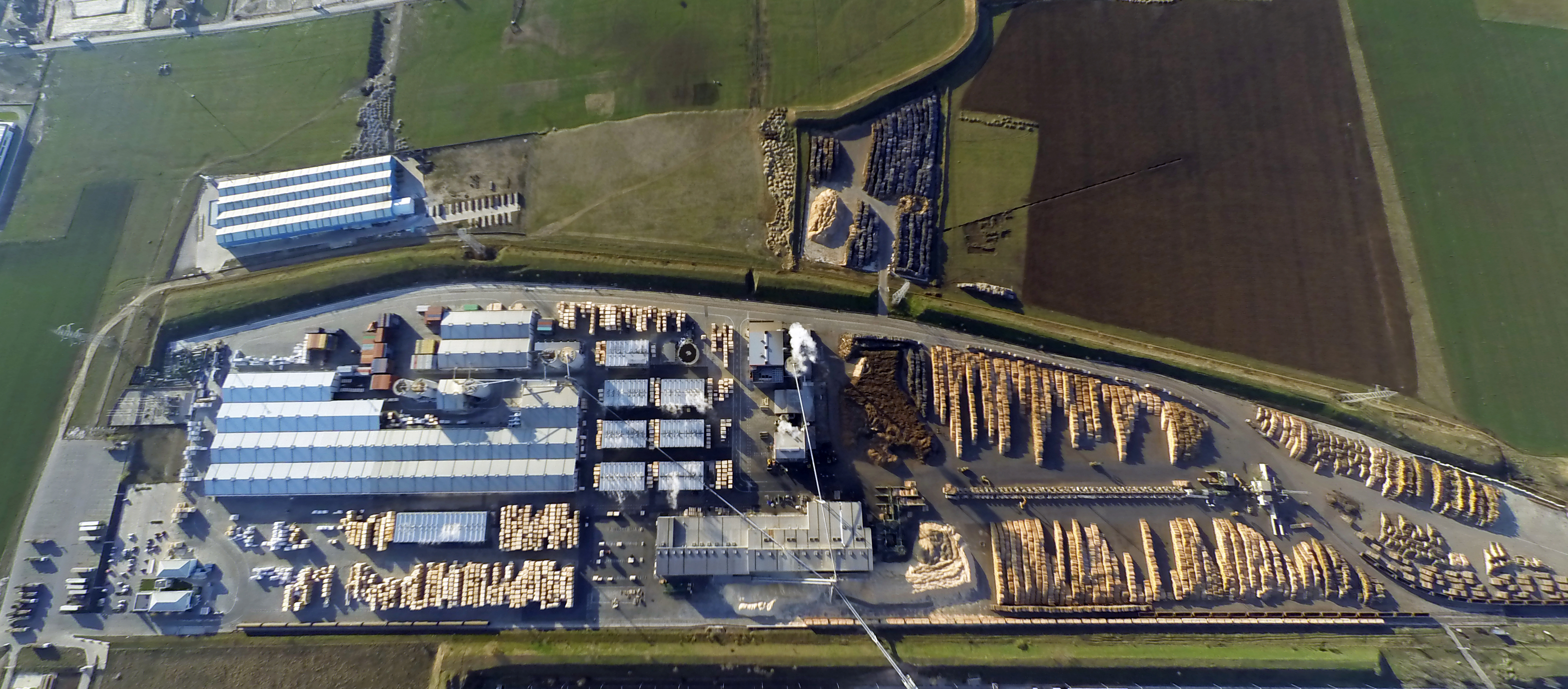
Luftaufnahme des Sägewerks in Sebeș, Rumänien

Das Sägewerk Sebes war der erste Standort von Schweighofer in Rumänien und startete mit der Produktion im Jahr 2003. Das Werk ist 53 ha groß, beschäftigte rund 700 Mitarbeiter und verarbeitete Fichten- und Tannenholz.

## Geschäftsbereiche

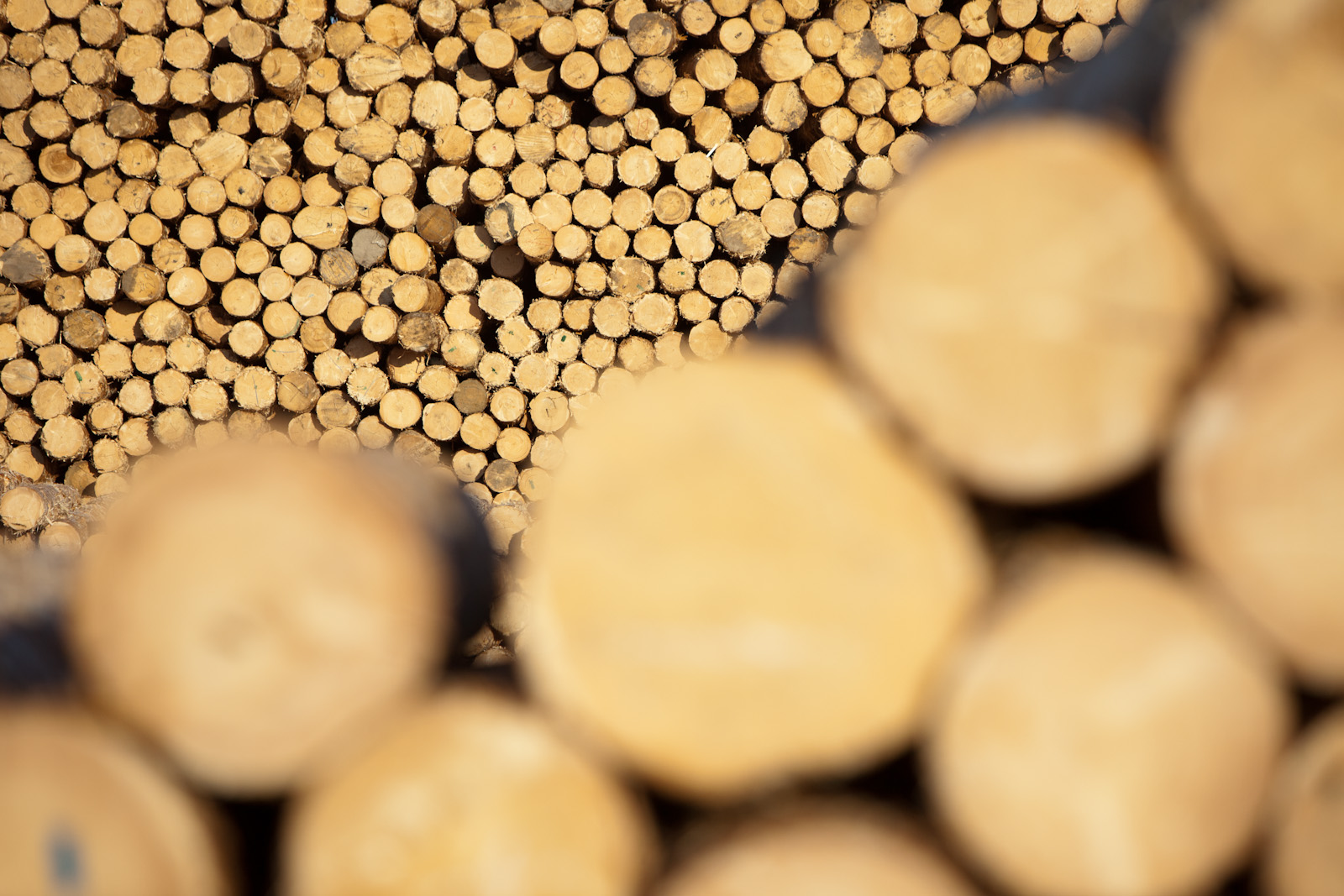
Ein Rundholzlager von Holzindustrie Schweighofer

Die Geschäftstätigkeit der HS Timber Group erstreckt sich über die Bereiche Holzindustrie, Forstwirtschaft und Bioenergieerzeugung.

### Holzindustrie
Das Kerngeschäftsfeld der HS Timber Group ist die Holzindustrie. Neben klassischen Sägewerken zählt auch die Weiterverarbeitung zu den Geschäftsbereichen. Zu den wichtigsten Produkten zählen Schnittholz, Konstruktionsholz, Verpackungsholz, gehobelte (Halb-)Fertigprodukte, Leimholz und keilgezinkte Ware, Tischlerplatten, Großformat-Schalungsplatten sowie Massivholzplatten. Auch Heizmaterial wie Pellets gehören zum Produktsortiment des Unternehmens.

### Energieerzeugung durch Biomasse
Die HS Timber Group betreibt drei Biomasse-Kraftwerke (KWK – Kraft-Wärme-Kopplungsanlagen) in Rumänien sowie eine KWK-Anlage im Werk in Kodersdorf, Deutschland. Das Biogas-Werk in Hallein bei Salzburg wurde im Februar 2016 in Betrieb genommen. Es wurde im September 2017 wieder verkauft.
In diesen Kraft-Wärme-Kopplungsanlagen werden u. a. Rinde, Sägespäne und Hackschnitzel zur Energiegewinnung eingesetzt. Von 2013 bis 2019 war Schweighofer auch am Biomasse-Kraftwerk der rumänischen Stadt Suceava beteiligt.

### Holzhandel
Zusammen mit der Handelsgesellschaft DABG, einer Tochter der HS Timber Group erfolgt der Handel von Schnittholz. Der Schwerpunkt der DABG liegt auf Nordafrika und dem Mittleren Osten. 2022 wurde die österreichische Handelsgesellschaft HS Timber Trading gegründet.

### Ehemalige Geschäftsbereiche

#### Zellstoffproduktion
Die HS Timber Group veräußerte ihre Zellstoffproduktion, die sie seit 2013 aufgebaut hatte am 13. September 2017.
Seit 2013 produziert Schweighofer Fiber in Hallein hochreinen Viskose-Zellstoff, welcher u. a. zur Herstellung von Textilfasern verwendet wird. Mit rund 240 Mitarbeitern werden jährlich rund 150.000 Tonnen Zellstoff erzeugt. Dieser Zellstoff wird u. a. zur Herstellung von Viskosefasern, Viskosegarnen und Nitrozellulose verwendet.
Die Zellstoffproduktion bestimmte über die Jahrzehnte den Halleiner Wirtschaftsstandort mit. Im April 2015 feierte die Zellstofffabrik das 125-jährige Bestehen. Heute setzt das Unternehmen neben der Zellstoffproduktion zusätzlich auf Bioenergie und Fernwärme. Der Standort wird weiter modernisiert wie etwa mit einer neuen Umladeanlage, das Pellet- und Brennstoffhändler seit Mai 2015 nutzen können, um bedarfsgerecht Mengen für ihre Endkunden zu entnehmen. Die Befüllstation läuft vollautomatisch. Das dazugehörige Silo wie die Lagerhalle haben eine Lagerkapazität von 1.000 t. Die neue Anlage hat eine jährliche Umschlagkapazität von 40.000 t Pellets.
Im September 2017 wurde die 2011 erworbene Schweighofer Fiber an die Investorengruppe TowerBrook Capital Partners verkauft.

#### Forstwirtschaft
Die Wälder in Tschechien und Rumänien werden nachhaltig und von Forstwirtschaftsexperten verwaltet. Für die in Rumänien bewirtschafteten Wälder wurde das Unternehmen O.S. Cascade Empire, das Teil der HS Timber Group ist, nach FSC (Forest Stewardship Council) zertifiziert. Die rumänischen Wälder wurden im März 2018 an die schwedische GreenGold Group verkauft.

## Nachhaltigkeits-Zertifizierungen
Zum Nachweis nachhaltiger Holzquellen verfügt die HS Timber Group über ein Chain-of-Custody-(CoC)-Zertifikat von PEFC.
2016 und 2017 hatte das Unternehmen zudem ein FSC-CoC-Zertifikat. Das CoC-Zertifikat umfasst folgende Unternehmen und Standorte: Holzindustrie Schweighofer GmbH (Wien, Österreich), Holzindustrie Schweighofer GmbH (Kodersdorf, Deutschland), Holzindustrie Schweighofer s.r.o. (Tochterunternehmen in Tabor, Tschechien), Holzindustrie Schweighofer s.r.l. (Sägewerke in Sebes, Radauti, Reci und Plattenwerk Siret, Rumänien), Holzindustrie Schweighofer Baco (Tischlerplattenwerk in Comanesti, Rumänien).
FSC hat Holzindustrie Schweighofer sein Label am 23. Juni 2016 zunächst auf „Bewährung“ entzogen. Im Zertifizierungsprozess bei einer Überprüfung durch Accreditation Services International  wurden Verfahrensmängel festgestellt. Am 17. Februar wurde 2017 der Entzug des Zertifikats durch FSC bestätigt. Die Untersuchungskommission von FSC habe „eindeutige und überzeugende Beweise“ dafür gefunden, dass Schweighofer in Rumänien „am illegalen Einschlag oder Handel von illegalem Holz beziehungsweise Holzprodukten beteiligt war“. Holzindustrie Schweighofer hat gemeinsam mit FSC einen Roadmap-Prozess zur Beendigung der Dissoziierung definiert. Im November 2021 hat FSC das Ende der Dissoziierung bekannt gegeben und bestätigt, dass die HS Timber Group sämtliche, in der Roadmap definierten Anforderungen erfüllt hat. Das Tischlerplattenwerk in Comănești in Rumänien hat im Jänner 2022 die FSC Zertifizierung wiedererhalten.

## Schweighofer Prize
Mit dem Schweighofer Prize wurde zwischen 2003 und 2017 alle zwei Jahre ein Europäischer Innovationspreis für Forstwirtschaft, Holztechnologie und Holzprodukte vergeben. Der Hauptpreis ehrt einen Preisträger für sein Lebenswerk – also für besondere Leistungen, die eine nachweisbar positive Auswirkung auf die europäische Forst- und Holzwirtschaft haben. Zusätzlich gab es Innovationspreise für Ideen, Technologien, Produkte und Services entlang der gesamten Wertschöpfungskette. 2011 wurden insgesamt 300.000 Euro an Preisgeldern vergeben. Der Schweighofer Prize war alle zwei Jahre mit insgesamt jeweils 300.000 Euro dotiert.
- Preisträger 2017: Hermann Blumer  (Schweiz) & Shigeru Ban (Japan)[50]
- Preisträger 2015: Erich Wiesner, CEO der Wiehag Gruppe
- Preisträger 2013: Federico Giudiceandrea, Firma Microtec aus Brixen, Italien
- Preisträger 2011: Dieter Siempelcamp, Firma Siempelcamp GmbH & Co. KG aus Krefeld, Deutschland
- Preisträger 2009: Gerd Wegener, Professor für Holztechnologie an der TU München, Deutschland
- Preisträger 2007: Matti Kairi, Professor an der technischen Universität Helsinki, Finnland
- Preisträger 2005: Julius K. Natterer, Direktor des Instituts für Holzkonstruktionen (IBOIS) an der ETH Lausanne, Schweiz
- Preisträger 2003: Hans Hundegger für die Entwicklung von computergesteuerten Abbund-Maschinen, Firma Otto Martin aus Allgäu, Deutschland

Anlässlich der 8. Verleihung des Schweighofer Prizes wurde eine Neuausrichtung des Prizes beschlossen. Der Schweighofer Prize wird in der bisherigen Form nicht mehr existieren, d. h. die Ausschreibung und die öffentliche Preisverleihung entfallen. Ausschlaggebend für die Neuausrichtung war der große Erfolg des 2017 eingeführten Student Awards. Inhaltliches Ziel bleibt dabei die Förderung des forst- und holzwirtschaftlichen Sektors.
2019, 2022 und 2023 fanden die Nachfolgeprojekte – die Evergreen Innovationcamps – in Form von 48h Hackathons für Studierende und Young Professionals statt. Neben Innovation standen bei diesem Format auch die Vernetzung von Forst-Holzwirtschaftsstudierenden mit anderen Disziplinen im Vordergrund.

## Wissenschaftsförderung und Innovation
2023 wurde an der Technischen Universität Wien ein neues Christian Doppler Labor eröffnet, das die HS Timber Group als Unternehmenspartner unterstützt. Forschungsinhalt ist die Entwicklung von nachhaltigen Biokomposit-Werkstoffen, die aus Abfallprodukten der Holzverarbeitung, wie Sägespäne, Rinden oder Hackschnitzel hergestellt werden sollen.

## Soziales Engagement
Die Evergreen Privatstiftung unterstützt bestehende karitative Projekte in Österreich, Rumänien und Indien. In Österreich engagiert sich Schweighofer u. a. im Rahmen des Vereins „Sinnstifter“. In Rumänien konzentrieren sich die rumänischen Tochterunternehmen der HS Timber Group vor allem auf Projekte in direkter Umgebung der dort angesiedelten Werke. Diese Projekte umfassen u. a. die Finanzierung und Unterstützung von Kinderheimen, Krankenhäusern, mobiler Altenbetreuung, Kinderspielplätzen und Katastrophenhilfe.
Ende September 2017 startete Holzindustrie Schweighofer die Baumpflanzungsinitiative „Tomorrow’s Forest – Pădurea de mâine“ in Rumänien und unterstützt die Aktion mit über 1 Mio. € sowie logistischer Infrastruktur. „Tomorrow’s Forest“ ist eine strategische Partnerschaft der HS Timber Group, des rumänischen privaten Waldbewirtschafterverbands – „Association of Forst Administrators“ (AFA-AAP) und der Stefan cel Mare Universität von Suceava. Dieses Ziel von 1 Million gepflanzter Bäume wurde 2022 erreicht, diese wurden hauptsächliche auf degradierten Waldflächen gepflanzt.
2019 wurde eine unabhängige gemeinnützige Stiftung gegründet, die diese Initiative mit Unterstützung der HS Timber Group fortführt.

## Kritik und Kontroversen

### Urwaldrodung in Rumänien
Greenpeace beschuldigte Schweighofer im Jahr 2015, an der Rodung von Urwäldern in Rumänien (Transsilvanien) beteiligt zu sein. Die Organisation behauptet, dass Schweighofer dort für 50 Prozent der Fällungen von Nadelhölzern verantwortlich ist.
Holzindustrie Schweighofer hat die Beschuldigungen öffentlich als falsch zurückgewiesen und darauf hingewiesen, dass das Unternehmen als Holzverarbeiter in Rumänien nur bereits geschlägertes Holz ankauft und selbst an Schlägerungen – im Gegensatz zu Eigentümern von Wäldern – gar nicht beteiligt sein kann. Laut Greenpeace soll Schweighofer auch illegal gerodetes Holz verarbeiten und dafür Boni bezahlen. In einer eigenen Presseaussendung behauptet das Unternehmen allerdings, diese Vorwürfe widerlegen zu können.
Auch die Organisation Environmental Investigation Agency (EIA) beschuldigt Schweighofer, in illegale Machenschaften verstrickt zu sein. Am 21. Oktober 2015 legte die EIA die neue Studie „Stealing the last forests“ zu Schweighofer vor. Gleichzeitig zeigte der WWF die Firma vor dem Bundesamt für Wald in Wien wegen Verstoßes gegen die EU-Holzhandelsverordnung an. Die Organisation Rettet den Regenwald startete im Juni 2015 eine Petition an das rumänische Umweltministerium, die von mehr als 100.000 Menschen unterschrieben wurde.
Im Februar 2016 veröffentlichte Holzindustrie Schweighofer einen Gegenreport, der den Vorwürfen der Environmental Investigation Agency entgegentritt und die gegenteilige Eigenansicht des Unternehmens darstellt.
Nach Überprüfung durch das rumänische Umweltministerium wurden Sanktionen und Konfiszierungen ausgesprochen. Die Prüfberichte gingen an die Staatsanwaltschaft, auch das „Direktorat für die Ermittlungen gegen Organisierte Kriminalität und Terrorismus“ ermittelt. Unregelmäßigkeiten gab es in 13 Forstbezirken.

### Entzug der FSC-Zertifikate
WWF Deutschland hat im November einen Beschwerdeprozess beim Forest Stewardship Council (FSC) eingereicht. Nach einer Überprüfung durch drei Experten die die Vorwürfe bestätigten und einer 3-monatigen Probezeit wurden Holzindustrie Schweighofer am 16. Februar 2017 nicht nur alle drei FSC-Zertifikate entzogen, sondern auch eine Dissoziierung ausgesprochen. Am 17. Februar 2017 wurde der Rauswurf aus dem FSC bestätigt, nachdem deren Untersuchungskommission „eindeutige und überzeugende Beweise“ gefunden habe, dass die Schweighofer-Gruppe in Rumänien „am illegalen Einschlag oder Handel von illegalem Holz beziehungsweise Holzprodukten beteiligt war“. Holzindustrie Schweighofer hat danach gemeinsam mit FSC einen Roadmap-Prozess zur Beendigung der Dissoziierung definiert. In Reaktion auf die Kritik hat das Unternehmen einen Maßnahmenkatalog vorgestellt. Kernstück ist das selbst entwickelte GPS-Trackingsystem „Timflow“. Damit zeichnet Holzindustrie Schweighofer die Route der Lkw auf, welche Rundholz an seine Sägewerke liefert. Diese Daten werden gemeinsam mit Fotos der beladenen Lkw auf www.timflow.com öffentlich dargestellt. Das Unternehmen will mit diesen Daten beweisen, dass es kein Holz aus illegaler Nutzung erhält und auch sein freiwilliges Bekenntnis zum Verzicht auf Nationalparkholz einhält.
Im November 2021 hat FSC das Ende der Dissoziierung bekannt gegeben und bestätigt, dass die HS Timber Group sämtliche, in der Roadmap definierten Anforderungen erfüllt hat.

### Tal-Silberstein-Affäre
In Rumänien war der in Österreich durch die sogenannte Silberstein-Affäre bekannt gewordene Tal Silberstein als Berater für Schweighofer tätig. Ein PR-Beratervertrag, mit einem Honorar von 35.000 € monatlich wurde von März bis Dezember 2017 abgeschlossen. Seit Ende September 2017 ist dieser Vertrag nicht mehr aufrecht.

### Holzschlag in der Ukraine
Laut einem Bericht der ukrainischen Zeitung Kyiv Post ist die Schweighofer in Korruption und illegalen Holzhandel mit der Ukraine verstrickt. Laut der Zeitung hat das Londoner Umweltüberwachungsunternehmen Earthsight herausgefunden, dass die österreichischen Holzunternehmen Schweighofer, Kronospan, Lenzing, JAF Group sowie das Schweizer Unternehmen Swiss-Krono und eine polnische Fabrik des amerikanischen Konzerns International Paper in illegale Machenschaften rund um den Import von ukrainischem Holz in die EU verwickelt seien. Die Untersuchung brachte Beweise dafür, dass Rundholz aus der Ukraine in Zollanmeldungen als Brennholz falsch bezeichnet wurde, um das seit 2015 geltende Verbot von Rundholzexporten und das seit 2017 geltende Verbot von Kiefernholzexporten zu umgehen.
Zuvor hatten Journalisten der Kiewer Post und das Projekt zur Berichterstattung über organisierte Kriminalität und Korruption die Beteiligung der Firma Schweighofer am illegalen Holzeinschlag in der Ukraine untersucht und festgestellt, dass Schweighofer die Europäische Union aufgefordert hatte, Druck auf die ukrainischen Regierungsbeamten auszuüben, um das Moratorium aufzuheben.
Nach einem Bericht des World Wide Fund for Nature (WWF) wird bis zu einem Viertel des Karpatenholzes illegal geschlagen – ohne Genehmigung und in unbefugten Gebieten wie Nationalparks. Das entspricht einer Million Kubikmeter Holz pro Jahr.
Holzindustrie Schweighofer wies die Vorwürfe in einer detaillierten Stellungnahme zurück und legte dar, dass es oberstes Prinzip des Unternehmens sei, sich immer im Rahmen aller Gesetze und Regeln zu bewegen.